# Aérodrome d'Épinal - Dogneville
L’aérodrome d’Épinal - Dogneville (code OACI : LFSE) est un aérodrome civil, ouvert à la circulation aérienne publique (CAP), situé sur la commune de Dogneville à 4 km au nord d’Épinal dans les Vosges (région Lorraine, France). 
Il est utilisé pour la pratique d’activités de loisirs et de tourisme (aviation légère, montgolfière et aéromodélisme).

## Histoire
La fondation de l’aéro-club a lieu en 1921, quand René Fonck et quelques amis, persuadés qu’il fallait permettre à un maximum de jeunes d’accéder à l’aviation, se sont regroupés sous forme d’association de faits. L’aéro-club prend, dès sa création, le nom d’aéro-club vosgien.
La section avion fut créée en 1926 lors de l’achat du premier avion. Elle fut suivie de l’activité vol à voile en 1936. Puis des activités aéromodélisme en 1953 et ULM en 1984.

## Situation
| \| 20 km1:901 000 \| Colmar-Meyenheim Doncourt · lès-Conflans Longuyon Lunéville Nancy · Azelot Nancy · Malzéville Metz-Nancy · Lorraine Nancy-Essey Bar-sur-Seine Brienne · le-Château Juvancourt Troyes Épernay Châlons Reims Sézanne Vitry · le-François Châlons · Vatry Verdun Sarrebourg Sarreguemines Thionville Charleville · Mézières Rethel Sedan Épinal Neufchâteau Saint-Dié Épinal Joinville Langres Haguenau Sarre · Union Saverne Strasbourg-Neuhof Strasbourg · Entzheim Mulhouse · Habsheim EuroAirport Basel-Mulhouse-Freiburg Colmar · Houssen |
| 20 km1:901 000 |

## Installations
L’aérodrome dispose d’une piste en herbe orientée nord-sud (02/20), longue de 710 mètres et large de 90.
L’aérodrome n’est pas contrôlé. Les communications s’effectuent en auto-information sur la fréquence de 123,500 MHz.
S’y ajoutent :
- une aire de stationnement ;
- des hangars ;
- une station d’avitaillement en carburant (100LL)[2].

## Activités
- Aéro-club vosgien
- Baptême de l'air en ULM[3].